# تشارلز غودهارت
تشارلز ألبرت إريك غودهارت (ولد في 23 أكتوبر 1936) هو اقتصادي بريطاني. عمل في بنك إنجلترا في مجال السياسات العامة من عام 1968 حتى 1985، كما عمل في كلية لندن للاقتصاد من 1966 إلى 1968، ومن 1986 إلى 2002. يتركز عمل تشارلز غودهارت على ممارسات الحوكمة في البنوك المركزية والأطر النقدية." كما أجرى أبحاثًا أكاديمية حول سوق صرف العملات. ويُعرف على نطاق واسع بأنه واضع قانون غودهارت الذي ينص على: "عندما يصبح المقياس هدفًا، يتوقف عن كونه مقياسًا جيدًا."